# Paul Hartley
Pour les articles homonymes, voir Hartley.
Paul Hartley (né le 19 octobre 1976 à Hamilton en Écosse) est un footballeur international écossais devenu entraineur.

## Biographie
C'est un milieu de terrain qui peut évoluer aussi bien au centre que sur le côté droit. Le 31 janvier 2007 il réalise son rêve de jouer pour le club dont il était fan pendant son enfance, en l'occurrence le Celtic de Glasgow.
Auparavant il a porté notamment les couleurs de Millwall FC en Angleterre du côté de Londres, de Hibernian FC à Édimbourg, de St Johnstone FC du côté de Perth en Écosse et plus récemment du Heart of Midlothian FC, le club protestant d'Édimbourg d'où il s'est fait plus ou moins expulser par le propriétaire russo-lituanien du club Vladimir Romanov, après pourtant avoir failli être élu meilleur joueur du championnat par la scottish premier league en 2006.
Parmi les faits marquants de sa carrière il y a le corner tiré pour l'Écosse contre la France à Hampden Park le 7 octobre qui offre la victoire à son pays 1-0 à la suite de la reprise de Gary Caldwell dans la surface.
En juillet 2009, en fin de contrat avec le Celtic FC qui ne l'a pas prolongé, il s'engage avec le club de championship de Bristol City qui souhaite rapidement rejoindre la Premier League. Il n'y reste cependant qu'une seule saison, puisqu'il rejoint un an plus tard l'Aberdeen FC.

## Palmarès
- Championnat d'Écosse de football : 2007 et 2008
- Coupe d'Écosse de football : 2006 et 2007
- Coupe de la ligue écossaise de football : 2009